# Bomarea crinita
Bomarea crinita är en alströmeriaväxtart som beskrevs av Herb.. Bomarea crinita ingår i släktet Bomarea och familjen alströmeriaväxter.
Artens utbredningsområde är Peru. Inga underarter finns listade i Catalogue of Life.